# Jean-Baptiste Accolay
Jean-Baptiste Accolay (17 de abril de 1833, Bruselas, Bélgica – 19 de agosto de 1900, Brujas, Bélgica) fue un violinista, profesor y compositor belga del Romanticismo. Su composición más conocida es un concierto para estudiantes con un único movimiento en la menor. Fue escrito originalmente en 1868 para violín y orquesta.

## Biografía
Accolay o Accolaÿ estudió violín en el Conservatorio de Bruselas con Meerts y Wéry, y se convirtió en corneta solista del 2.º Regimiento de Cuirassiers de Brujas. Tras un puesto como primer violinista en la orquesta del Teatro de Namur y como profesor en Tienen, se instaló definitivamente en Brujas. En 1860 fue nombrado profesor de solfeo en el (futuro) Conservatorio Municipal de Música. Posteriormente se convirtió en profesor ayudante de violín (1861-1864), profesor de violín-viola (1864), profesor de cuarteto de cuerda (1865) y en 1874 también enseñó en el curso básico de armonía, funciones que ocupó hasta su muerte. Hendrik Van den Abeele estaba entre sus alumnos. Durante más de 20 años, Accolay fue contratado como primer violinista por las orquestas del City Theatre y de "la Réunion musicale". Una de sus obras, el drama Los templarios, fue interpretada por esta sociedad orquestal de Brujas. Junto con el pianista de Brauwere y el violonchelista Rappé, fundó las "Séances de musique classique" en 1865, que hasta 1872 tuvo un fuerte arraigo en la vida musical de Brujas. Además, Accolay se convirtió en cofundador y concertino en 1896 de la Sociedad de Conciertos del Conservatorio y fue durante varios años director de la banda de música de los Bruges Hunters-Scouts.
La mayoría de sus composiciones fueron escritas para violín con acompañamiento de piano o orquesta: conciertos, concertinos, piezas de carácter como Barcarolle, Berceuse, Canzonetta, Elégie, Nocturne, Rêverie champêtre, etc. Su obra más conocida, que hasta el día de hoy se incluye En el programa de enseñanza del set para jóvenes violinistas, se encuentra el Primer Concierto para violín en La menor de un solo movimiento, que data de 1868. 
El concierto de Accolay en La menor ha sido tocado por muchos violinistas conocidos, incluyendo a Itzhak Perlman entre otros.